# همخوان نرم‌کامی لبی‌شده
همخوان نرمکامی لبی‌شده (به انگلیسی: Labialized Velar Consonant) به همخوان نر‌مکامی‌ای گفته می‌شود که لبی‌شده باشد. معروف‌ترین همخوان‌های نرمکامی لبی‌شده، همخوان‌های [kʷ, ɡʷ, xʷ, ŋʷ] هستند که با لب‌هایی گردشده در حین تلفظ همخوان‌های [k, ɡ, x, ŋ] به وجود می‌آیند، مانند همخوان انسدادیِ نرم‌کامیِ بی‌واکِ لبی‌شدهٔ /kʷ/.

## همخوان‌های ناسودهٔ نرمکامیلبی‌شده
رایج‌ترین گونهٔ همخوان‌های نرمکامی لبی‌شده، همخوان ناسودهٔ واکدار /w/ است. این همخوان همانند عموزادهٔ هجایی‌اش /u/، یک همخوان نرمکامی لبی‌شده است. (لبی‌شدگی در واکه‌ها را «گردشدگی» و همخوان نرمکامی را «واکهٔ پسین» می‌نامند)